# Zdeněk Pluhař
Zdeněk Pluhař (* 16. Mai 1913 in Brünn, Österreich-Ungarn; † 18. Juni 1991) war ein tschechischer Schriftsteller und Vertreter des sozialistischen Realismus.

## Leben
Nach dem Studium in Brünn nahm er 1937 die Stelle eine Bauingenieurs an. Während des Zweiten Weltkrieges war er wegen seiner Teilnahme an der Widerstandsbewegung inhaftiert, erst in Brünn, später in Theresienstadt und schließlich im Gefängnis Pankrác. Nach dem Krieg nahm er seine Arbeit als Bauleiter wieder auf. Seit 1956 widmete er sich nur noch dem Schreiben. 1982 ernannte man Pluhař zum Nationalen Künstler (Národní umělec).

## Publikationen in deutscher Sprache
- Abends um sechs im „Astoria“ - Berlin. Verlag Volk u. Welt,  1986
- Endstation - Berlin. Verlag Volk u. Welt, 1983
- Wenn du mich verlässt .... - Berlin : VEB Verl. Kultur u. Fortschritt, 1963

## Filmografie
- Buchvorlagen: Konečná stanice (Endstation) (1981)
- Drehbücher: Jeden stříbrný (Ein Silberner) (1976)
- Dramaturgie:  Půl domu bez ženicha (Ein halbes Haus für einen Bräutigam) (1980)